# Conseil économique, social et culturel de Polynésie française
Pour les articles homonymes, voir Cesec et Conseil économique et social.
en face du bâtiment de l'Académie tahitienne, derrière le Monument aux Morts de Papeete, (Papeete)

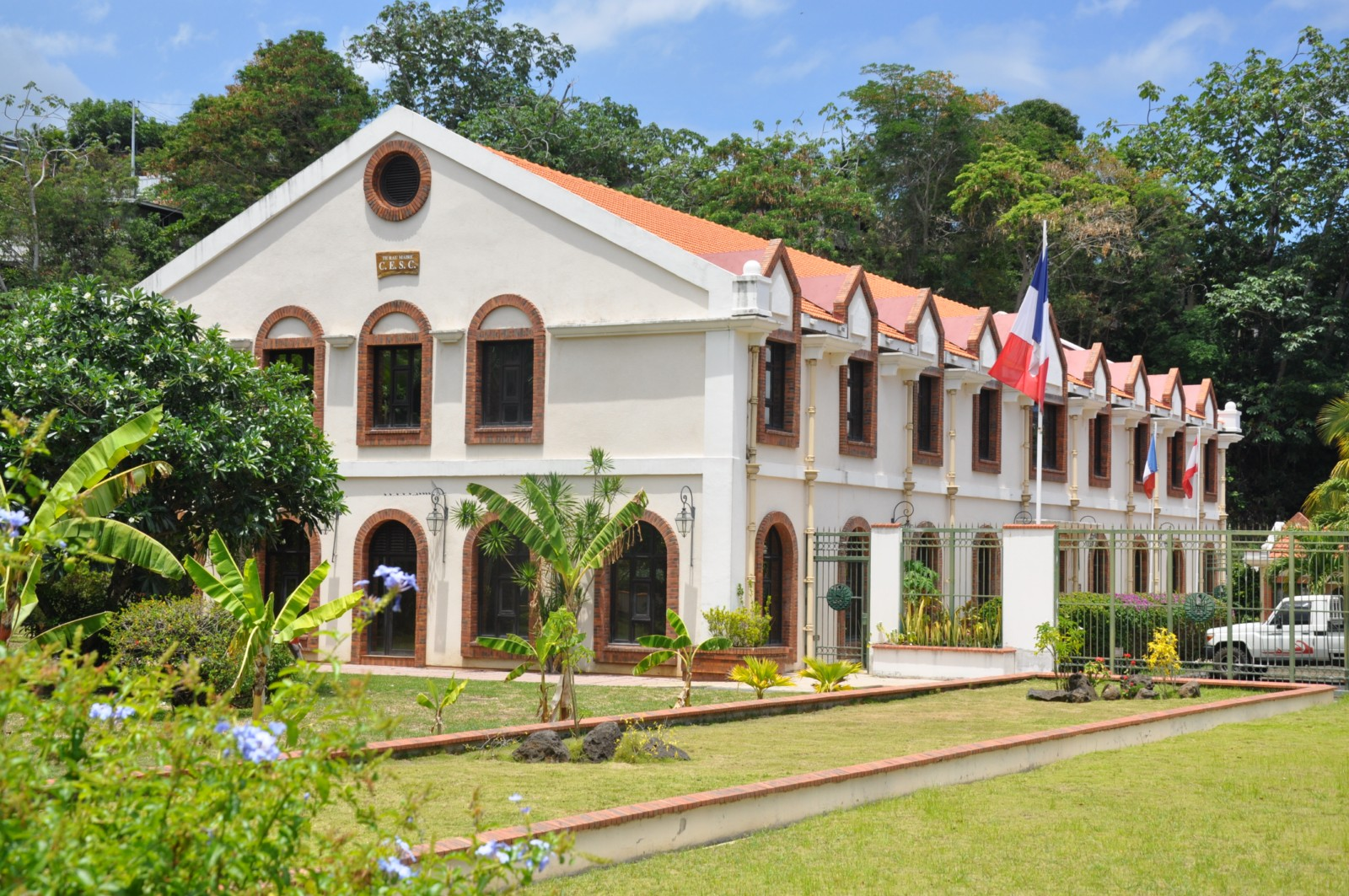
Le bâtiment du CESEC de Polynésie à Papeete.

Le Conseil Economique, Social, Environnemental et Culturel ou CESEC (en Tahitien : Apo'ora'a Matutu Ti'a Rau e Mata U'i) est la quatrième institution de la Polynésie française après le président, le gouvernement et l'assemblée. Créé sur le modèle du CES français, il émet obligatoirement des avis et des recommandations sur les projets de loi à caractère économique et social de la Polynésie française. Son organisation lui permet d'être relativement indépendant des événements politiques.
Il est composé de 48 conseillers issus de la société civile. Ce sont des représentants des groupements professionnels, des associations et des syndicats qui participent à la vie économique, sociale environnementale et culturelle de la Polynésie Française.
Le mandat des conseillers est de 4 ans.
Pour être membre du CESEC il faut avoir la majorité, être de nationalité française, posséder la qualité d'électeur et avoir exercé son activité depuis deux ans au moins.
En juillet 2019, l'appellation CESC devient CESEC "Conseil Economique, Social, Environnemental et Culturel".